# Чижув (Лодзинське воєводство)
Чижув (пол. Czyżów) — село в Польщі, у гміні Клещув Белхатовського повіту Лодзинського воєводства.
У 1975-1998 роках село належало до Пйотрковського воєводства.